# Герб Лермонтова
Герб города Ле́рмонтова — опознавательно-правовой знак, являющийся официальным символом городского округа города Лермонтова Ставропольского края Российской Федерации как самостоятельного муниципального образования, отражающий экономические, природно-географические, историко-культурные, административно-территориальные и иные местные особенности.
Герб и Положение о нём утверждены постановлением главы города Лермонтова от 8 февраля 1996 года; геральдическое описание и эталонные эскизы герба утверждены решением Совета города Лермонтова от 25 апреля 1996 года. На основании решения Геральдического совета при Президенте РФ от 25 апреля 1996 года данный герб внесён в Государственный геральдический регистр с присвоением регистрационного номера 135.

## Описание и обоснование символики
Геральдическое описание герба (блазон) гласит:
В лазоревом поле поверх повышенного креста, также лазоревого и тонко окаймлённого серебром, золотой, обращённый вправо орёл, держащий в лапах золотое перо и сопровождённый в оконечности узким зубчато изломанным поясом о пяти уменьшающихся и пониженных к краям зубцах, а ниже пояса — двумя вытянутыми кольцами накрест с безантом (шаром) посередине; фигуры в оконечности также золотые.Решение Совета города Лермонтова от 25 апреля 1996 № 16
Согласно Положению о гербе города допускается употребление главной фигуры герба — орла с пером — вместо герба города Лермонтова в его полной форме.
Изображённые в гербе символы создают собирательный образ города Лермонтова как равноправного субъекта Ставропольского края и особо охраняемого эколого-курортного региона Кавказских Минеральных Вод, отражая его исторические, экономические, природные, географические и иные особенности и традиции.
Прямой крест символизирует принадлежность города к Ставропольскому краю («Крест является охранным символом, отражает название краевого центра (Ставрополь — в переводе с греческого „город креста“), а от него и название Ставропольского края») и защиту православной веры, а также подчёркивает «противоречивость изначально нетрадиционной „специфики“ города в условиях исторически сложившегося санаторно-курортного режима региона Кавминвод, „специфики“ ранее связанной с укреплением ядерного щита страны».
Фигура орла с распростёртыми крыльями олицетворяет Северный Кавказ. Гусиное перо, зажатое в его лапах, — «традиционный атрибут поэтической музы и преемственности времён, также связанный с именем великого русского поэта М. Ю. Лермонтова», в честь которого город получил своё название.
Изломанный пояс о пяти зубцах обозначает пятиглавый силуэт Бештау — горы-лакколита, являющейся неотъемлемым символом и одной из главных достопримечательностей города Лермонтова.
Два вытянутых кольца накрест с безантом посередине обозначают эмблему атомного ядра — «символ прогрессивных технологий, изобилие природно-энергетических ресурсов кладовых Бештау».
Лазурь символизирует принадлежность муниципального образования к Кавказским Минеральным Водам (в гербе Кавминвод поле щита также окрашено в лазоревый цвет) и богатство гидроминеральных ресурсов, находящихся на его территории. Золото символизирует цвет солнца и природное изобилие. Серебро символизирует «молодость, искренность и светлые перспективы нового города».

## История
Город Лермонтов был основан в 1952 году как населённый пункт при крупном уранодобывающем предприятии. В 1954 он был преобразован в посёлок Лермонтовский, а в 1956 году получил статус города. Вплоть до начала 90-х годов XX века Лермонтов специализировался на добыче и переработке урановой руды и выпуске сырья для оборонной промышленности и объектов атомной энергетики. Присущая городу промышленная специфика выделяла его среди остальных административных образований в агломерации Кавминвод, характеризующихся курортно-оздоровительной направленностью. Позднее эти особенности нашли отражение в гербе Лермонтова.
В 1995 году, накануне официального утверждения герба Кавказских Минеральных Вод, руководство курортного региона рекомендовало городам и районам кавминводской группы начать разработку собственной символики. В том же году, следуя рекомендациям администрации КМВ, глава города Лермонтова Сергей Васильевич Ушаков подписал распоряжение о проведении открытого конкурса на лучший проект городского герба. В конкурсе, проходившем с 10 августа 1995 года по 31 января 1996 года, приняли участие в основном местные художники и архитекторы. Перед авторами проектов была поставлена задача разработать герб, соответствующий правилам геральдики и раскрывающий характерные особенности города Лермонтова: «природно-ландшафтное своеобразие и географическое расположение, богатство природных полезных ископаемых, историю, культуру и традиции региона КМВ и Ставрополья». Рассмотрением и обсуждением конкурсных работ занималась специальная комиссия под руководством С. В. Ушакова, в состав которой входили представители городской администрации и кавминводского отделения Союза архитекторов России. По итогам работы комиссии из 16 проектов, поступивших на конкурс, лучшим был признан проект жительницы города Лермонтова, студентки Киевской архитектурно-строительной академии Натальи Анатольевны Дудник. Разработанный молодым архитектором герб был утверждён главой города Лермонтова 8 февраля 1996 года.

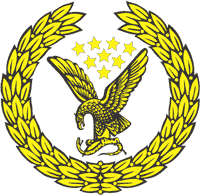
Эмблема Кавминвод

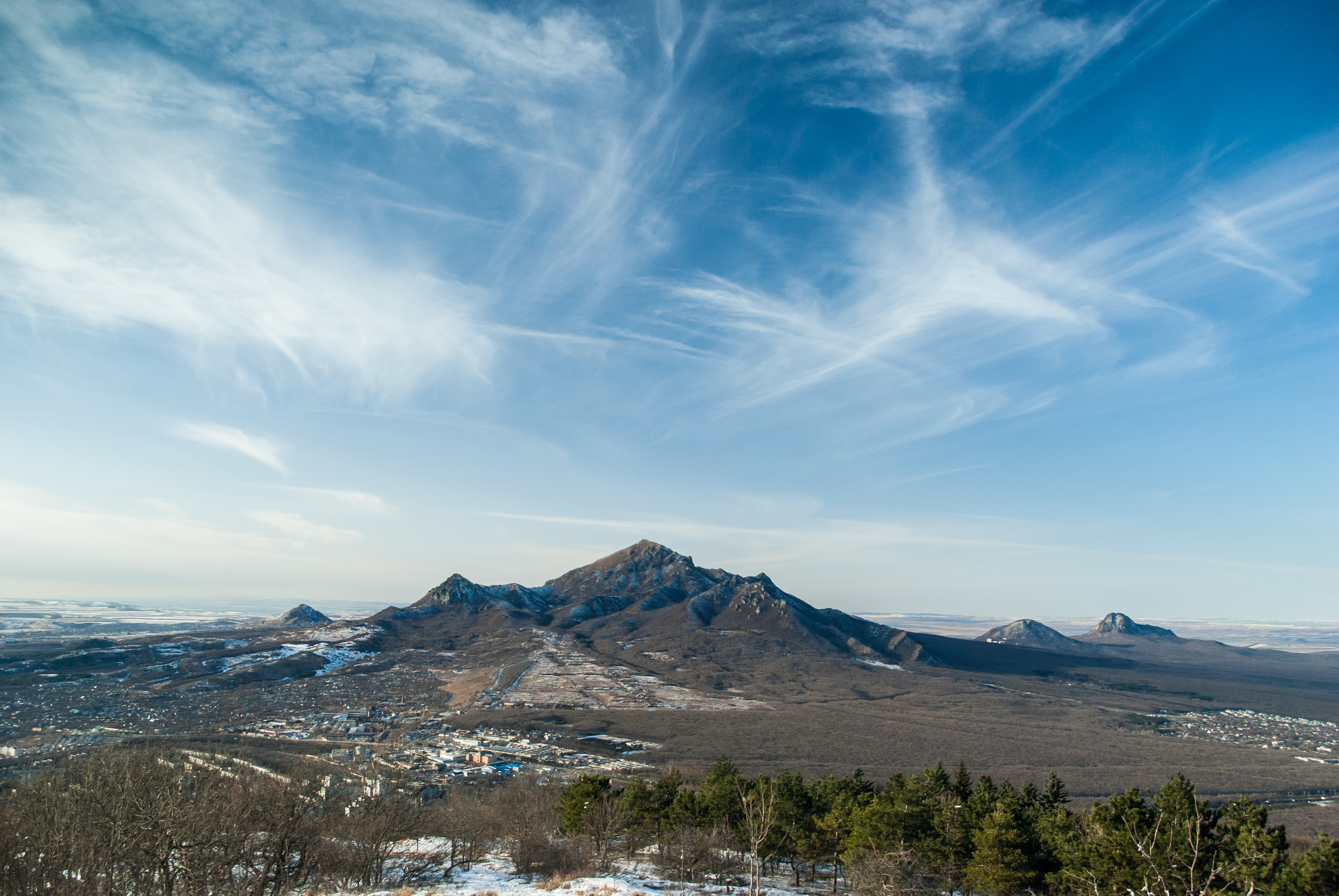
Гора Бештау

Герб представлял собой «геральдический щит с соотношением сторон (ширины к высоте) как 8:10». В его верхней части был помещён «парящий орёл с пером в когтях», в нижней — «силуэт Бештау в сочетании с рисунком структурной решётки атомного ядра». Изображение орла, символизировавшего Кавказ, имело некоторое сходство с главной фигурой герба и эмблемы Кавказских Минеральных Вод — особо охраняемого эколого-курортного региона, в составе которого находится город Лермонтов. Только в муниципальном гербе орёл вместо змеи сжимал в лапах гусиное перо — символ литературного творчества, поэзии и вдохновения. Перо, согласно авторской трактовке, аллегорически указывало на связь города с Михаилом Юрьевичем Лермонтовым, в своё время посещавшим окрестности горы Бештау, у подножия которой возник названный его именем населённый пункт, и запечатлевшим их в своих рисунках и литературных произведениях. Изображение самой Бештау было представлено в гербе схематично — в виде изломанной линии-силуэта с пятью зубцами, обозначавшими пять вершин горы-лакколита (аналогичный элемент использовался и на разработанном в 2008 году логотипе города). Под ней, в основании щита, автор поместила символ атома — две перекрещивающиеся эллиптические орбиты с точкой-ядром посередине. Сочетание этих двух символов (гора и атомное ядро) напоминало о том, что Лермонтов был основан горняками, добывавшими в недрах Бештау «лермонтовит» (фосфат урана — химического элемента, используемого в атомной энергетике). Герб города мог также воспроизводиться с обрамлением в виде венка из дубовых листьев, переплетённых лентой с цветовой гаммой Флага России, и увенчанным гербом Ставропольского края, либо в виде «главной фигуры — парящего орла с пером в когтях в сочетании с силуэтом Бештау».
После утверждения герб Лермонтова был направлен на экспертизу в Геральдический совет при Президенте РФ и 25 апреля 1996 года внесён в Государственный геральдический регистр РФ под номером 135, став первым официально зарегистрированным гербом в Ставропольском крае. Этой же датой депутаты городского совета утвердили геральдическое описание и эталонные эскизы герба муниципального образования. Позднее, решением Совета города Лермонтова № 107 от 9 октября 1996 года, в Положение о гербе было внесено правильное описание, предложенное Геральдическим советом: «В лазоревом поле поверх повышенного креста, также лазоревого и тонко окаймлённого серебром, золотой, обращённый вправо орёл, держащий в лапах золотое перо и сопровождённый в оконечности узким зубчато изломанным поясом о пяти уменьшающихся и пониженных к краям зубцах, а ниже пояса — двумя вытянутыми кольцами накрест с безантом (шаром) посередине; фигуры в оконечности также золотые».
29 апреля 2008 года временно исполняющий обязанности главы города Лермонтова В. Д. Тютюнников подписал решение о внесении изменений в Положение о гербе города Лермонтова, утверждённом городским Советом 25 апреля 1996 года. Из пояснительной записки, прилагавшейся к данному документу, следовало, что предыдущая редакция Положения не отображала изменений, внесённых в изображение герба города Лермонтова после экспертизы проектных материалов, осуществлённой Геральдическим советом при Президенте Российской Федерации в 1996 году, а используемое изображение герба (например, на печатях и штампах) также не всегда соответствовало изображению герба, зарегистрированному в Государственном геральдическом регистре. Кроме того, предлагалось доработать герб муниципального образования, изменив «расположение главной фигуры — орла (обращённой в настоящее время влево) на такую же фигуру орла, но обращённую вправо». В новой редакции Положения описание герба Лермонтова выглядело следующим образом:

В лазоревом (синем, голубом) поле поверх повышенного креста, также лазоревого и тонко окаймлённого серебром, золотой, обращённый вправо (от зрителя) орёл, держащий в лапах золотое перо и сопровождённый в оконечности узким зубчато изломанным серебристым поясом о пяти уменьшающихся и пониженных к краям зубцах, а ниже пояса — двумя вытянутыми кольцами накрест с безантом (шаром) посередине, фигуры в оконечности золотые.— Решение Совета города Лермонтова от 29 апреля 2008 года № 44
Из-за внесённых депутатами поправок в описание и рисунок герба Геральдический совет при Президенте РФ исключил его из Государственного геральдического регистра. И только после того как в 2009 году решение Совета города Лермонтова от 29 апреля 2008 года № 44 было признано утратившим силу, государственная герольдия восстановила регистрацию герба муниципального образования.